# Hermann Stöcker
Hermann Stöcker (Borne, 1938. január 6. – Vechta, 2022. május 14.) olimpiai bronzérmes keletnémet válogatott német labdarúgó, csatár.

## Pályafutása

### Klubcsapatban
1956 és 1969 között az 1. FC Magdeburg labdarúgója volt, ahol három keletnémetkupa-győzelmet ért el a csapattal.

### A válogatottban
1963 és 1965 között hat alkalommal szerepelt a keletnémet válogatottban és négy gólt szerzett. Az Egyesült Német Csapat tagjaként bronzérmet szerzett az 1964-es tokiói olimpián.

## Sikerei, díjai
Egyesült Német Csapat
- Olimpiai játékok
  - bronzérmes: 1964, Tokió

 1. FC Magdeburg
- Keletnémet kupa (FDGB Pokal)
  - győztes (3): 1964, 1965, 1969

## Statisztika

### Mérkőzései a keletnémet válogatottban
| NDK | NDK                 | NDK                                   | NDK      | NDK      | NDK          | NDK           | NDK   | NDK         |
| #   | Dátum               | Helyszín                              | Hazai    | Eredmény | Vendég       | Kiírás        | Gólok | Esemény     |
| --- | ------------------- | ------------------------------------- | -------- | -------- | ------------ | ------------- | ----- | ----------- |
| 1.  | 1963. szeptember 4. | Magdeburg, Ernst Grube Stadion        | NDK      | 1 – 1    | Bulgária     | barátságos    | -     |             |
| 2.  | 1963. október 19.   | Kelet-Berlin, Walter Ulbricht Stadion | NDK      | 1 – 2    | Magyarország | NEK-selejtező | -     |             |
| 3.  | 1963. december 17.  | Rangun, Bogyoke Aung San Stadion      | Burma    | 1 – 5    | NDK          | barátságos    | 1     | 20'         |
| 4.  | 1964. január 12.    | Colombo, Sugathadasa Stadion          | Ceylon   | 1 – 12   | NDK          | barátságos    | 3     | 20' 47' 89' |
| 5.  | 1964. február 23.   | Accra, Accra Sportstadion             | Ghána    | 3 – 0    | NDK          | barátságos    | -     |             |
| 6.  | 1965. április 25.   | Bécs, Práter-stadion                  | Ausztria | 1 – 1    | NDK          | vb-selejtező  | -     |             |
|     | Összesen            |                                       |          | 6        | mérkőzés     |               | 4     | gól         |